# Eocarterus
Eocarterus es un  género de coleópteros adéfagos de la familia Carabidae.

## Especies
Comprende las siguientes especies:
- Eocarterus amicorum Wrase, 1993
- Eocarterus baeticus Rambur, 1837
- Eocarterus chodshenticus Ballion, 1871
- Eocarterus esau Heyden, 1885
- Eocarterus propagator Reitter, 1901
- Eocarterus semenowi (Reitter, 1893)
- Eocarterus tazekensis Antoine, 1959
- Eocarterus usgentensis Heyden, 1884